# Osiedle Zachód (Zduńska Wola)
Osiedle Zachód jest częścią mieszkalną Zduńskiej Woli. Dzieli się na dwa podosiedla: Zachód A i Zachód B.
Zachód A rozciąga się od ulicy Sieradzkiej i Łódzkiej aż do Placu Wolności i ulicy Getta Żydowskiego. Zachód B to tereny od ulicy Getta Żydowskiego i Łódzkiej do ulicy Ogrodowej i Juliusza. Obszar osiedla to jedno z większych blokowisk w Zduńskiej Woli. Zachód to osiedle powstałe 30 lat temu. Od kilkunastu lat zakończono prace budowlane i kształt osiedla pozostaje bez zmian. Dochodzą jedynie kosmetyczne naprawy. Osiedle Zachód jest położone przy centrum miasta. W sąsiedztwie znajdują się bowiem liczne sklepy (w tym supermarkety), przedszkola, szkoły, place zabaw. Osiedle Zachód, a przede wszystkim część osiedla przy ulicy Ogrodowej powstała na terenie byłego getta hitlerowskiego, założonego przez Niemców w okresie wojny.